# California State University - San Bernardino
De California State University - San Bernardino (CSUSB), kortweg Cal State San Bernardino, is een Amerikaanse openbare universiteit in de Californische stad San Bernardino in San Bernardino County. Daarnaast heeft de universiteit ook een afdeling in Palm Desert, Riverside County, die in 1986 opende. Cal State San Bernardino is een van de 23 universiteiten in het California State University-systeem, een van de drie netten voor openbaar hoger onderwijs in Californië. 
De universiteit geniet een goede academische reputatie. In 2011 noemde The Princeton Review Cal State San Bernardino een van de beste instellingen voor hoger onderwijs in het Westen, waarmee de universiteit bij de 25% beste universiteiten van het land behoort. De businessschool van de CSUSB, daarenboven, wordt als een van 's werelds beste beschouwd.
Er zijn jaarlijks zo'n 17.500 inschrijvingen aan de universiteit.

## Alumni
Enkele bekende alumni van de CSUSB zijn:
- Anthony Adams, politicus
- John J. Benoit, politicus
- Wilmer Carter, politicus
- Paul Cook, politicus
- Ivan Johnson, basketbalspeler
- Sharon Jordan, actrice
- Pedro Nava, politicus